# Noble M400
La Noble M400 è un'autovettura sportiva con la scocca in vetroresina. La produzione per conto della Noble Automotive venne affidata a Hi Tech Automotive, con sede a Port Elizabeth in Sudafrica. La vettura è stata notata dalla stampa specializzata per le sue prestazioni di potenza e maneggevolezza.

## Propulsore
Il motore montato è un 2.968 cm³ DOHC V6 Ford Duratec con quattro valvole per cilindro, utilizzato per la Ford Mondeo ST220. Su questo propulsore la Noble ha inserito degli alberi a camme high-lift, due turbocompressori, pistoni forgiati, un nuovo radiatore per l'olio, una nuova coppa dell'olio e condotti refrigeranti aggiuntivi.
Questo motore ha una potenza massima di 425 CV (317 kW) a 6500 giri/min, con una coppia motrice di 390 ft·lbf (530 N m) a 5000 giri/min.
Questa potenza e il peso contenuto la fanno passare da 0 a 100 km/h in 3,2 secondi. La velocità massima è di 301 km/h.
Nel 2007 i diritti di produzione sono stati ceduti ad una nuova azienda che l'ha riproposta come Rossion Q1.